# Heinrich von Borcke (Beamter)
Graf Friedrich Heinrich von Borcke (* 1. Februar 1776 in Berlin; † 10. Oktober 1825 in Hueth) war ein bergischer und preußischer Beamter.

## Familie
Heinrich von Borcke war der Sohn des preußischen geheimen Finanzrates und Gesandten Adrian Heinrich Graf von Borcke aus dem pommerschen Uradelsgeschlecht Borcke, dem Sohn von Friedrich Wilhelm von Borcke und dessen Frau Marianne, geborene du Chesne, verwitwete Vattel. Heinrich von Borcke war, wie sein Vater, evangelisch und nicht, wie die Mutter, katholischer Konfession. Heinrich von Borcke erbte mehrere Güter, darunter Schloss Hueth.
Heinrich von Borcke heiratete 1798 in Halle Amalia, geborene von Gaza (* 8. Mai 1782 in Regensburg; † 30. August 1855 auf Schloss Hueth), die Tochter des Oberbrigadiers der Gendarmerie Ignatz von Gaza.

## Leben
Heinrich von Borcke besuchte das Gymnasium und studierte anschließend an der Universität Berlin und Universität Halle Forst- und Kameralwissenschaften. Nach dem Studium arbeitete er zunächst zwei Jahre in der Verwaltung seines Gutes und danach in der Kriegs- und Domänen-Kammer in Münster mit dem Schwerpunkt Schulwesen. Sein Interesse galt den Naturwissenschaften. Er war Mitglied verschiedener wissenschaftlicher Gesellschaften und richtete im Schloss eine Sternwarte und ein Naturalienkabinett ein. Er war Anhänger der Freimaurerei und Leiter einer Loge in Emmerich am Rhein. Er war Stifter einer Zeichner- und Berufsschule für Handwerker in Emmerich.
1806 trat er in die Dienste des Großherzogtums Berg. Er wurde von Joachim Murat als Schul- und Domainenrat übernommen und im gleichen Jahr als Leiter des Arrondissement Dillenburg verwendet. 1809 wurde er Präfekt des Département Rhein. 1812 wurde er in die Sektion 1 des Staatsrates des Großherzogtums Berg versetzt.
Nach dem Ende des Großherzogtums war er 1814 mit der Organisation des Landsturms beschäftigt. Danach war er Kommissar für die von Nassau an Preußen abgetretenen Gebiete und ab Sommer 1815 interimistischer Kreisdirektor im Kreis Siegen und ab April 1816 interimistischer Landrat im Kreis Rees. Ende 1818 wurde er auf eigenen Wunsch von diesem Amt entbunden. Seine Vermögensverhältnisse entwickelten sich wenig glücklich.